# Christian Williams

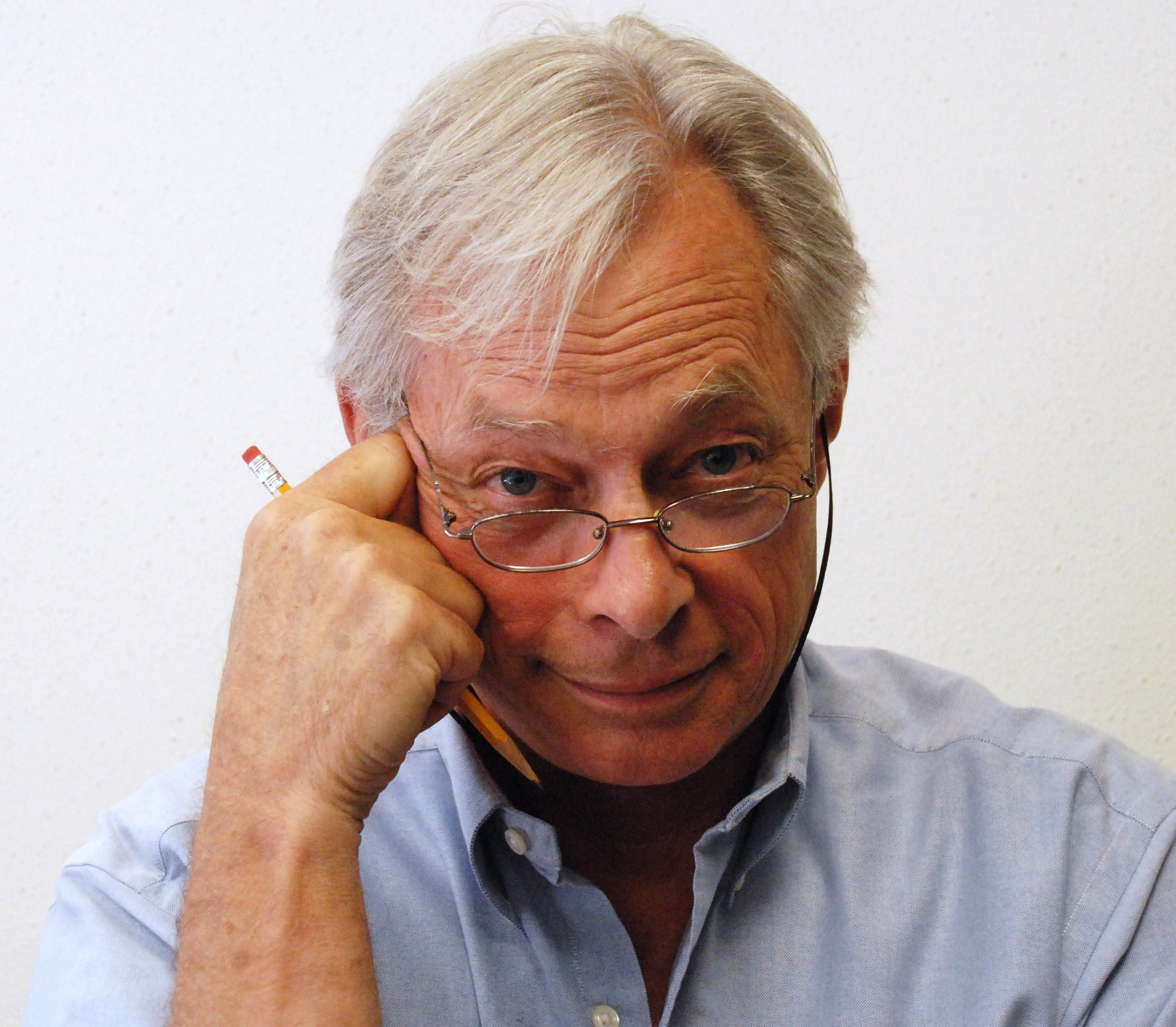
Christian Williams

Christian Williams é um roteirista e produtor de séries dos Estados Unidos.

## Filmografia

### Televisão
- 2001 The Division, co-produtor
- 2001 Six Feet Under, roteirista e co-produtor[1]
- 1997 C-16: FBI, roteirista e co-produtor
- 1995 Sliders, consultor de criação
- 1995 Hercules: The Legendary Journeys, criador, roteirista e produtor executivo
- 1994 Hercules in the Maze of the Minotaur, produtor executivo
- 1994 Hercules in the Underworld, produtor executivo
- 1994 Hercules and the Amazon Women, produtor executivo
- 1994 Hercules and the Circle of Fire, criador e produtor executivo
- 1994 Hercules and the Lost Kingdom, criador, roteirista e produtor executivo[2]
- 1990 Lifestories, roteirista e supervisor de produção
- 1990 Capital News, roteirista e co-produtor
- 1989 The Nightmare Years, roteirista
- 1987 Beverly Hills Buntz, produtor
- 1981 Hill Street Blues, roteirista produtor[1]